# 1-Нафтол
1-Нафтол (α-нафтол) — органічна сполука з формулою {\displaystyle {\ce {C10H8O}}} із класу фенолів. Є похідною нафталену, в якій атом H у α-позиції заміщений на гідроксильну групу. Ізомер 2-нафтолу.

## Фізичні властивості
Має вигляд безбарвних призм при кристалізації з толуену. З води кристалізується у вигляді жовтих голок. Запах — слабкий фенольний, смак — пекучий та неприємний. Погано розчиняється у воді, проте добре розчиняється в органічних розчинниках.

## Отримання
Отримують сплавленням 1-нафтосульфонової кислоти з лугом при температурі 280—320 °C. Вихід — 93 %:
{\displaystyle {\ce {C10H7-SO3H + NaOH -> C10H7-OH + NaHSO3}}}
Більш сучасний метод отримання — гідроліз 1-нафтиламіну 22 % водним розчином сульфатної кислоти при температурі 200 °C під тиском. Нафтиламін отримують нітруванням нафталену з подальшим відновленням:
{\displaystyle {\ce {C10H8 ->[+HNO_3][-H_2O]C10H7-NO2 ->[+3H2][-2H_2O]C10H7-NH2 -> [+H_2O][-NH_3]C10H7-OH}}}
Також, 1-нафтол отримують каталітичним дегідруванням тетралону. Цей метод дозволяє отримувати більш чистий продукт:

## Хімічні властивості

### Реакції за участі гідроксильної групи
Гідроксильна група проявляє кислотні властивості. Нафтол реагує з розчинами лугів, утворюючи солі, які, на відміну від самого нафтолу, розчинні у воді:
{\displaystyle {\ce {C10H7-OH + OH- <=>C10H7-O- + H_2O}}}
У присутності кислот взаємодіє зі спиртами з утворенням етерів:
{\displaystyle {\ce {C10H7-OH + R-OH <=>[H^+]C10H7-OR + H2O}}}
1-Нафтол може й ацилюватися ангідридами чи хлороангідридами карбонових кислот:
{\displaystyle {\ce {C10H7-OH + R-CO-Cl ->C10H7-OCO-R + HCl}}}
За допомогою пентахлориду фосфору гідроксильна група може бути заміщена на хлор з утворенням 1-хлоронафталену:
{\displaystyle {\ce {2C10H7-OH + PCl5 ->2C10H7-Cl + POCl3 + H2O}}}
При взаємодії з метилізоціанатом утворює карбарил, який використовується для боротьби з дощовими черв'яками та гусеницями:
При взаємодії з гідросульфітами утворюється гідросульфітна похідна, яка при взаємодії з надлишком аміаку перетворюється в 1-нафтиламін. Ця реакція є реакцією Бухерера:

### Реакції у нафталеновому ядрі

#### Приєднання

##### Гідрогенування
Може гідрогенуватися з утворенням 5,6,7,8-тетрагідро-1-нафтолу. Водень для цієї реакції утворюється при взаємодії натрію з рідким аміаком:
Такий самий продукт утворюється при гідруванні в кислому середовищі в присутності платини. Температура реакції — 70 °C, тиск — МПа[уточнити]. В лужному середовищі в присутності нікелю чи паладію водень приєднується до того ж кільця, де й гідроксигрупа, утворюючи 1-гідрокситетралін.
В присутності родію водень приєднується до двох ароматичний ядер, утворюючи 1-гідроксидекалін (1-декалол).

##### Карбоксилювання
При 170 °C реагує з вуглекислим газом, утворюючи 1-гідроксинафтален-2-карбонову кислоту:
{\displaystyle {\ce {C7H10-OH + CO2 ->[t]C10H6(OH)(COOH)}}}
Солі нафтолу також вступають в цю реакцію, утворюючи солі цієї кислоти.

#### Заміщення
Вступає у реакції електрофільного заміщення.
При хлоруванні гіпохлоритом натрію утворює 2-хлоро-1-нафтол, а при застосуванні сульфурил хлориду (SO2Cl2) продуктом реакції є 4-хлоро-1-нафтол. Якщо застосовувати хлор в оцтовій кислоті, утворюється 2,4-дихлоро-1-нафтол. Бром діє аналогічно, утворюючи 2,4-дибромо-1-нафтол.
Сульфування 98 % сульфатною кислотою призводить до утворення переважно 1-гідроксинафтален-2-сульфокислоти, є домішки 1-гідроксинафтален-4-сульфокислоти. При більшій кільості кислоти (2 молі на один моль нафтолу) утворюється 4-гідроксинафтален-1,3-дисульфокислота. При температурі 50 °C також утворюється 4-гідроксинафтален-1,3-дисульфокислота.
Продукт нітрування залежить від розчинника: при застосуванні оцтової кислоти утворюється 2-нітронафтален-1-ол, а в хлороформі утворюється суміш 2-нітронафтален-1-олу та 4-нітронафтален-1-олу.
Може конденсуватися з нітрозосполуками. Наприклад, реакція з N,N-диметил-4-нітрозоаніліном веде до утворення барвнику індофенолового синього:
Може вступати в реакцію азосполучення з діазосполуками. Зазвичай реагує в положенні 4 до гідроксигрупи, а в сильнолужному середовищі — в положенні 2 (лише з деякими діазосполуками). Продукти цих реакцій застосовують як барвники.

## Токсичність
Помірно токсичний, пил може викликати подразнення шкіри та пошкодження очей. Також подразнює дихальну систему, шкодить крові і ниркам.
Про репродуктивну токсичність, мутагенність і канцерогенність достатньої кількості інформації немає.

## Метаболізм
В організмі 1-нафтол перетворюється наступним чином: спочатку окиснюється до 1-нафтол-3,4-оксид, який далі гідролізується до 1,3,4-тригідроксидигідронафталену. Останній дегідратується, але при цьому вже утворюється 1,4-дигідроксинафтален, який далі окиснюється до 1,4-нафтохінону.

## Застосування

Азобарвник Помаранчевий 1, що отримують азосполученням діазотованої солі сульфанілової кислоти з 1-нафтолом

1-Нафтол застосовують для отримання барвників. Азобарвники утворюються при реакції 1-нафолу з різними діазосполуками, але він використовується набагато менше, ніж 2-нафтол. 2,4-динітро-1-нафтол раніше використовувався як жовтий барвник. Також, з 1-нафтолу отримується індофеноловий синій.
Етери за естери застосовують у медицині: 1-нафтилсаліцилат — антисептик та протиревматичний препарат, а 1-ізопропіламіно-3-(1-нафтокси)-пропан-2-ол використовується для лікування серця.